# Tadotsu (Kagawa)
Tadotsu (jap. 多度津町, -chō) ist eine Stadt im Landkreis Nakatado der Präfektur Kagawa in Japan.

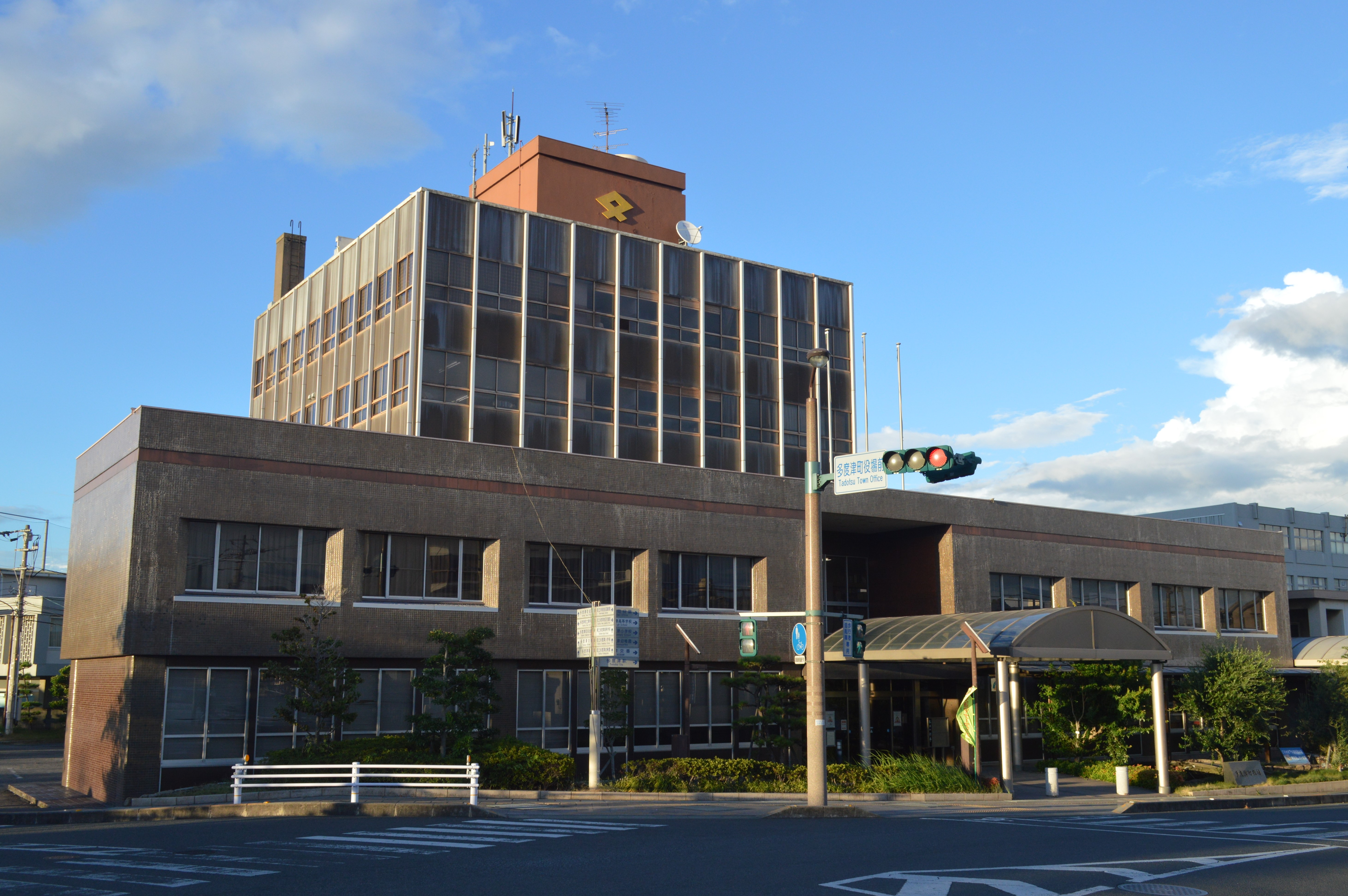
Rathaus

## Angrenzende Städte und Gemeinden
- Marugame
- Mitoyo
- Zentsūji